# Marsyas (album)
Marsyas (1978) je debutové album skupiny Marsyas. Obsahuje deset písní. V reedici z roku 2000 byly přidány čtyři bonusy.
Album skupina natočila ve složení Zuzana Michnová, Petr Kalandra a Oskar Petr a se studiovou kapelou Labyrint Pavla Fořta.
V roce 2008 vydal Supraphon toto album znovu pod názvem Marsyas - Jubilejní edice 1978-2008. Jedná se o 2 CD, kdy na druhém CD je demo z roku 1977.

## Seznam písniček
1. „Hrnek“ – 3:15 (orig. Sleepy mountain ecstasy, traditional, úprava Marsyas / Oskar Petr)
2. „Dívka z plakátu“ – 3:40 (Oskar Petr)
3. „Barvám“ – 4:26 (orig. Bob Dylan, I will keep it with mine, český text Oskar Petr)
4. „Postavím si dům z obilí“ – 2:51 (Petr Kalandra, námět textu Cat Stevens)
5. „Zmrzlinář“ – 6:00 (Oskar Petr)
6. „Lilin tanec“ – 3:53 (Oskar Petr)
7. „Paleta“ – 4:19 (Oskar Petr)
8. „Dopisy“ – 3:06 (Zuzana Michnová)
9. „Bělásek ztracený v dálkách“ – 2:47 (Oskar Petr)
10. „Den s tebou“ – 6:09 (Oskar Petr)
11. „Záliv Žár“ (bonus) – 4:10 (Oskar Petr)
12. „Příště se ti radši vyhnu“ (bonus) – 3:42 (Zuzana Michnová)
13. „Zní“ (bonus) – 3:24
14. „Podzimní sen“ (bonus) – 3:14 (Zuzana Michnová / Zorka Růžová)